# 60 Minuten Politik

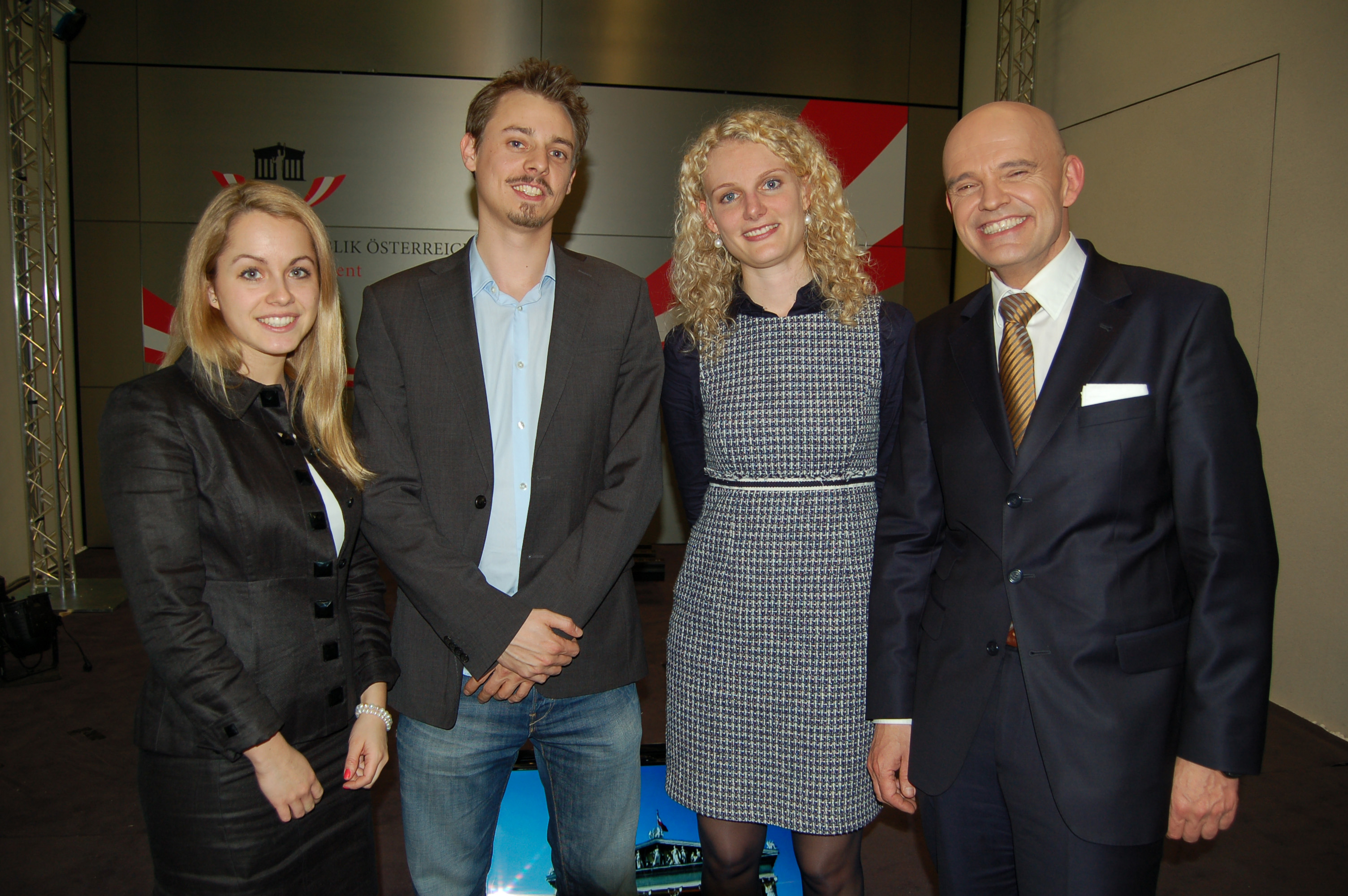
Das Team hinter der Sendung

60 Minuten Politik ist der Name einer wöchentlichen Politikdiskussionssendung auf ORF III, die aus dem Wiener Parlament übertragen wird. Österreichische Politiker nehmen darin zum aktuellen politischen Wochengeschehen Stellung. Sendestart war am 11. April 2013. Moderiert wird das Sendeformat von ORF-III-Chefredakteurin Ingrid Thurnher sowie einem wechselnden Gastmoderator.

## Die Sendung
Der zentrale Gedanke von 60 Minuten Politik ist es, österreichische Politiker als Entscheidungsträger des Landes zu Wort kommen zu lassen. Im Zentrum stehen die brisanten politischen Themen der vorangegangenen Woche. Zu Gast sind Parlamentspräsidenten, Klubobleute und Bereichssprecher. Zusammen mit den beiden Moderatoren tauschen die jeweils sechs Gäste der Sendung 60 Minuten lang Argumente aus und erklären ihre politischen Handlungen. 60 Minuten Politik wird nicht geschnitten, sondern ohne Unterbrechung 60 Minuten lang aufgezeichnet.
Ausgestrahlt wird 60 Minuten Politik jeden Donnerstagabend gegen 22.30 Uhr auf ORF III. Die Aufzeichnung findet im Pressezentrum des Wiener Parlaments statt. Das Sendeformat versteht sich insbesondere als Baustein, politische Information authentisch zu transportieren und direkte Demokratie über den Weg der umfassenden öffentlichen Information zu fördern.

## Moderatoren
Gastgeberin und Hauptmoderatorin ist Ingrid Thurnher, die Anfang 2017 Christoph Takacs als ORF-III-Chefredakteurin nachfolgte, der bis dahin die Sendung moderierte. Mit ihr zusammen moderieren die Chefredakteure österreichischer Qualitätsprintmedien, unter anderem waren Eva Weissenberger von der Zeitschrift News, Rainer Nowak von der Presse, Andreas Koller von den Salzburger Nachrichten, Alexandra Föderl-Schmid vom Standard sowie Eva Linsinger vom Profil Gastmoderatoren.